# Bárbara Goenaga
Bárbara Goenaga Bilbao (San Sebastián, 20 luglio 1983) è un'attrice spagnola.

## Filmografia parziale

### Cinema
- Urte ilunak, regia di Arantxa Lazkano (1992)
- Mi dulce, regia di Jesús Mora (2001)
- El regalo de Silvia, regia di Dionisio Pérez (2003)
- Timecrimes (Los cronocrímenes), regia di Nacho Vigalondo (2007)
- Oviedo Express, regia di Gonzalo Suárez (2007)
- La luna en botella, regia di Grojo (2007)
- 3:19, regia di Dany Saadia (2008)
- Un poco de chocolate, regia di Aitzol Aramaio (2008)
- La buena nueva, regia di Helena Taberna (2008)
- Agnosia, regia di Eugenio Mira (2010)
- Sin retorno, regia di Miguel Cohan (2010)
- Le village des ombres, regia di Fouad Benhammou (2010)
- Bypass, regia di Aitor Mazo e Patxo Telleria (2012)
- Tú y yo, regia di Kike Maíllo (2014)
- Pikadero, regia di Ben Sharrock (2015)
- La punta del iceberg, regia di David Cánovas (2016)
- Guernica: Cronaca di una strage (Gernika), regia di Koldo Serra (2016)
- Hacerse mayor y otros problemas, regia di Clara Martínez-Lázaro (2018)
- 70 Binladens - Le iene di Bilbao (70 Binladens), regia di Koldo Serra (2018)
- Para entrar a vivir, regia di Pablo Aragüés e Marta Cabrera (2022)

### Televisione
- Condenadas a entenderse - serie TV, 10 episodi (1999)
- El grupo - serie TV, 11 episodi (2000-2001)
- Vientos de agua - serie TV, 6 episodi (2006)
- Amar es para siempre - serie TV, 162 episodi (2013)
- Cuéntame cómo pasó - serie TV, 6 episodi (2014)
- Eskamak Kentzen - serie TV, 12 episodi (2016)
- iFamily - serie TV, 8 episodi (2017)
- Non puoi nasconderti (No te puedes esconder) - serie TV, 6 episodi (2019)
- Senza confini (Sin límites) - miniserie TV, 6 episodi (2022)
- Quella notte infinita (La noche más larga) - miniserie TV, 6 episodi (2022)
- Supernormal - serie TV, 9 episodi (2021-2023)
- La Academia - miniserie TV, 8 episodi (2024)